# Лаврентій Зизаній
Лаврентій Іванович Зизаній (Зизаній-Тустановський) (справжнє прізвище — Кукіль, у перекладі грец. мовою — Зизаній) (1560-і pp., с. Тустань, тепер Галицького району Івано-Франківської області або с. Потелич, тепер Жовківського району Львівської області — після лютого 1634, м. Корець, тепер Рівненської області) — український філолог, письменник, перекладач, педагог, богослов і церковний діяч (протоієрей і протопоп), активний учасник братського руху на території сучасної України. Уклав «Лексис», перший український друкований словник.
У своїх творах Зизаній Лаврентій називає українську мову руською або «про́сты̏ Рꙋ́скій Діѧ́леⷦ҇тъ» (прости рускій діялект), а його твори вороже сприймалися Російською православною церквою.

## Біографія

### Походження
Лаврентій Зизаній та його брат Стефан походили з руської родини грецького обряду Руського воєводства Речі Посполитої. Їхнє походження невідоме, зокрема вони самі не знали хто був їх батьком. Найімовірніше вони не були шляхетського походження, зокрема це підтверджується виступом проти Стефана автора брошури «Plewy Stephanka Zyzaniey Heretyka, z cerkwi Ruskiey wyklętego» (Вільна, 1596 р.), який стверджував: «ліпше тобі, звертався він до Стефана, глядіти за горшками і кліщами, ніж як мужикові проповідувати». Самі себе вони називали Зизаніями, яке найімовірніше було або прибраним прізвищем, або перекладом їх старого прізвища Куколь під яким вони фігурували в тодішніх актах. Ще одне прізвище — Тустановський було імовірно також набутим, зокрема Стефаном в янівському деканаті між 1558—1565 рр. при зміні грецького обряду на латинський generosus Tustanowski, — in villa Nowosiołka, але за окремим випадками кшталт підписів вони його майже не вживали. Водночас через нього численні дослідники відносять їх до шляхетської родини Тустановських гербу Пилява.

### Життєпис
Викладав церковнослов'янську й грецьку мови до 1592 — у Львівській, 1592–1596 — Берестейській, 1596–1597 — Віленській братських школах.
1597–1600 — був домашнім учителем у родині князя Богдана Івановича Соломирецького в його маєтку біля Мінська, 1600–1602 — князя Олександра Острозького (м. Ярослав Галицький). У 1602 році, як писав Петро Могила, Зизаній мав сан ієрєя, «… мати жъ ихъ княгинѣ Анна Костчанка, латинскіа сущи вѣры, къ своей вѣры ихъ обратити хотя, учителя ихъ православнаго іерея Лаврентіа Зизаніа Тустановскаго и отъ нихъ и отъ церкве Ярославскіа изгна…»
З 1612 по 1618 рік — священик (протопоп) соборної церкви у місті Корці.
В 20-х pp. XVII ст. на запрошення архімандрита Києво-Печерської лаври Єлисея Плетенецького приїхав до Києва, брав участь у редагуванні лаврських видань, перекладав з грецької мови на церковнослов'янську, займався проповідницькою діяльністю.

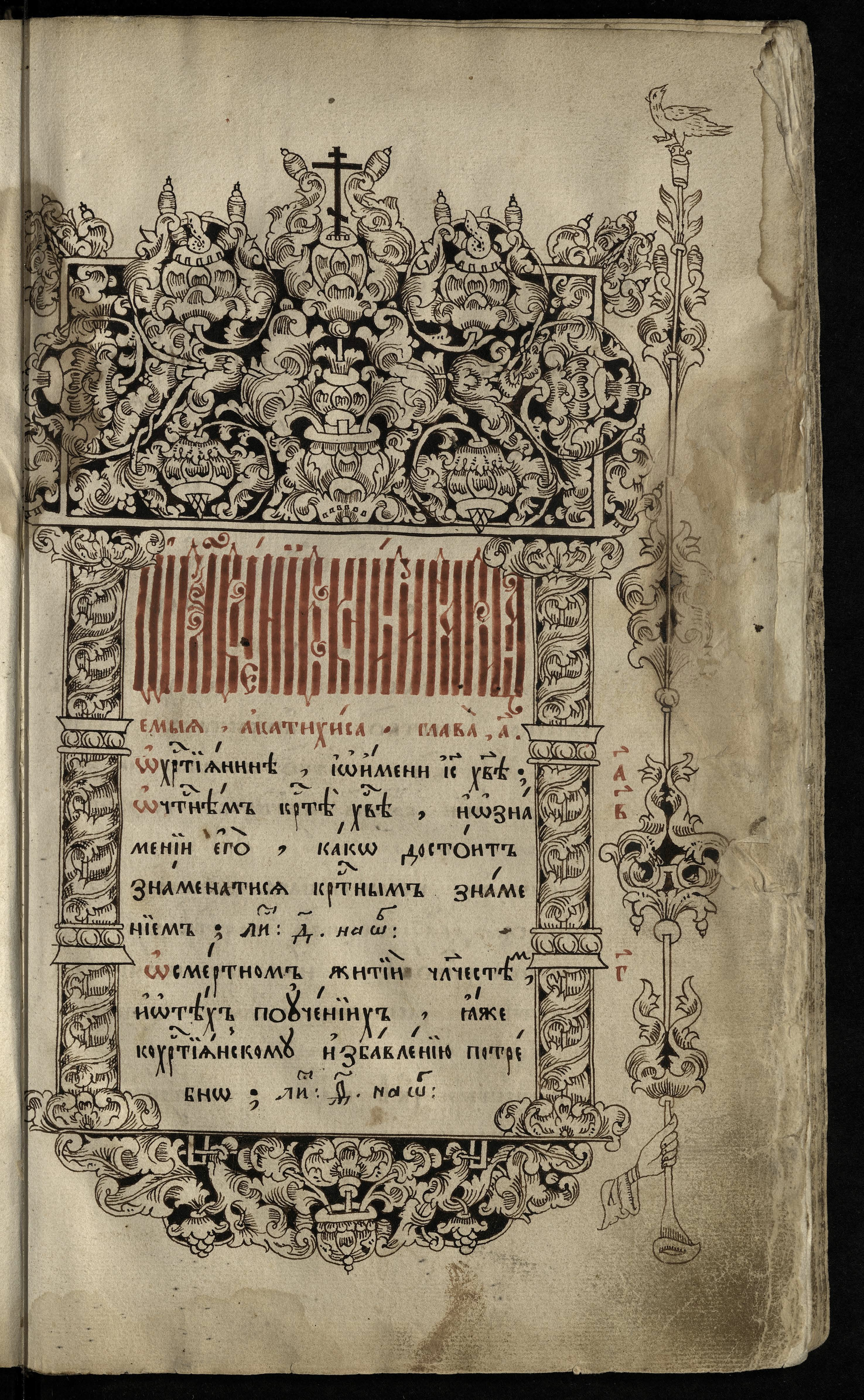
«Катехізис» Лаврентія Зизанія (1627)

Уклав староукраїнською мовою «Катехізис» (вид. 1627), полемічний трактат з критикою засад католицизму й протестантизму. Перед цим (1626) брав участь у місії митрополита Йова Борецького до Москви, де він надав рукопис трактату на виправлення до місцевої патріархії. Відносно спірних місць відбулася дискусія з богоявленським ігуменом Ілією та справщиком Григорієм Онисимовим, де Зизаній показово відмовився від всіх тих тверджень, що були запідозрені.
Проте, московський патріарх Філарет не дозволив випустити твір і постановив спалити його. Випадково вціліло декілька примірників. На звинувачення з боку московських опонентів Л. Зизаній говорив, що виклав «ведомости ради, чтобы человек ведал, яко то есть», а не для того, щоб показати, що «звездами правится житию нашему».
В «Катехізисі» Зизаній маніфестував свої раціоналістичні та гуманістичні погляди, зокрема, пояснення багатьох явищ природними причинами та критику окультних наук, зокрема, астрології; ставив під сумнів догмат про єдиносущність Трійці й обґрунтував тезу про свободу волі людини, здатної «самовластно» робити вибір між добром та злом. Щодо походження душі, то Зизаній-Тустановський висловлює думку про створення душі Богом та її безсмертя і водночас передання її від батьків дітям через природне зачаття. Осмислення суспільно-політ. проблематики зводиться у Зизанія-Тустановського до обстоювання принципу рівності всіх людей перед Богом. Він дає неоднозначну оцінку багатству, вважаючи, що воно, залежно від використання, може бути добром або злом. Праці Зизанія-Тустановського стали внеском у розвиток української філософської термінології.
1627 повернувся до Києва, де разом з А. Мужиловським аналізував книгу М. Смотрицького «Apologia peregrinatiey do Kraiow Wschodnych» («Апологія мандрівки до східних країв»). 1628 висунув проти автора книги 105 пунктів звинувачень на Київському соборі.
1628 помер, ймовірно, у Корці.

## Доробок

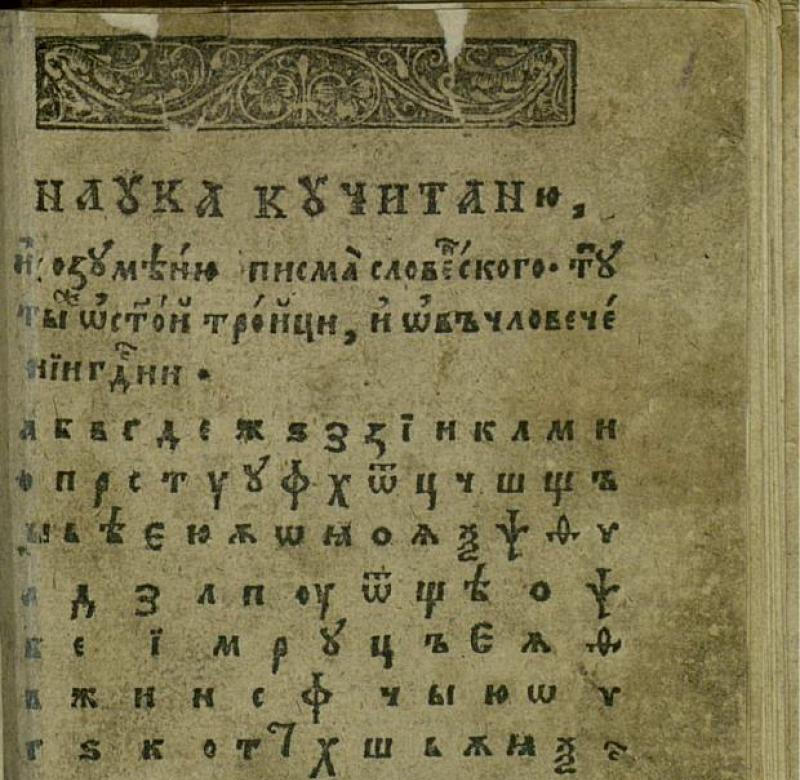
Наука ку читаню і розуміню писма словенскаго (1596)

Найголовніші праці: буквар «Наука ку читаню и розумѣню писма словенскаго…» (1596), «Лексис, Сирѣчь реченїя, Въкратъцѣ събран(ъ)ны и из слове(н)скаго языка на просты(й) рускі(й) діале(к)тъ истол(ъ)кованы», «Грамматіка словенска» (обидві надр. 1596 у Вільні), «Катехізис» (1627).
До книги «Наука ку читаню и розумѣню писма словенскаго…» було додано перший церковнослов'янсько-український словник, який налічував понад 1000 слів.
Зизаній значно удосконалив і збагатив слов'янську лінгвістичну термінологію. Видав і відкоментував низку теологічних творів.
Для Києво-Печерської друкарні звірив з грецьким оригіналом переклад «Бесід Іоанна Златоуста на 14 послань св. апостола Павла» (1623), переклав з грецької мови на церковнослов'янську «Толкованія на Апокаліпсис» Андрія Кесарійського (1625), відредагував спільно з Кирилом Замойським церковнослов'янський пер. Біблії (не був надрукований).
Написав «Поученіє при погребі Софії, княгині Чарториської» (1618), імовірно, також вірш «На герб … панов Долматов» (опубл. 1623).

### «Лексис»

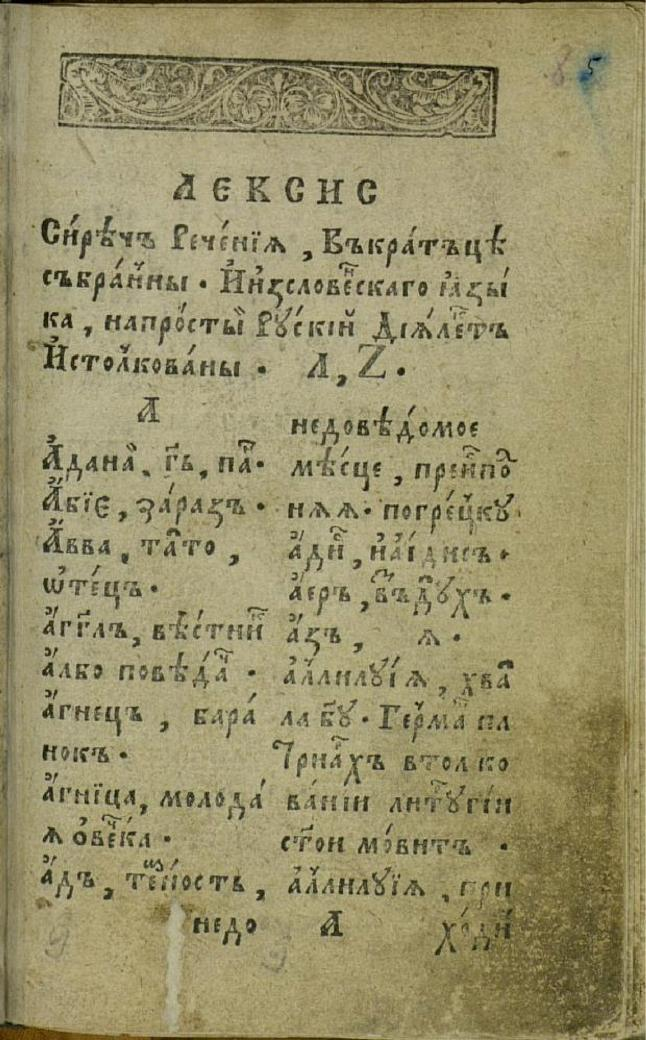
Лаврентій Зизаній. Лексис (1596)

«Лексис…» Зизанія — перший український друкований словник для шкільного навчання. Його реєстр організований за диференційним принципом (тобто подаються тільки ті церковнослов'янські слова, що відмінні від українських формою чи значенням), налічує 1061 вокабулу.
Зизаній перший в історії українського й східнослов'янського мовознавства розробив та застосував більшість основних лексикографічних методів упорядкування словника. Його «Лексис…» був зразком і основою «Лексикона» Памва Беринди, російських азбуковників.

### «Грамматіка словенска»

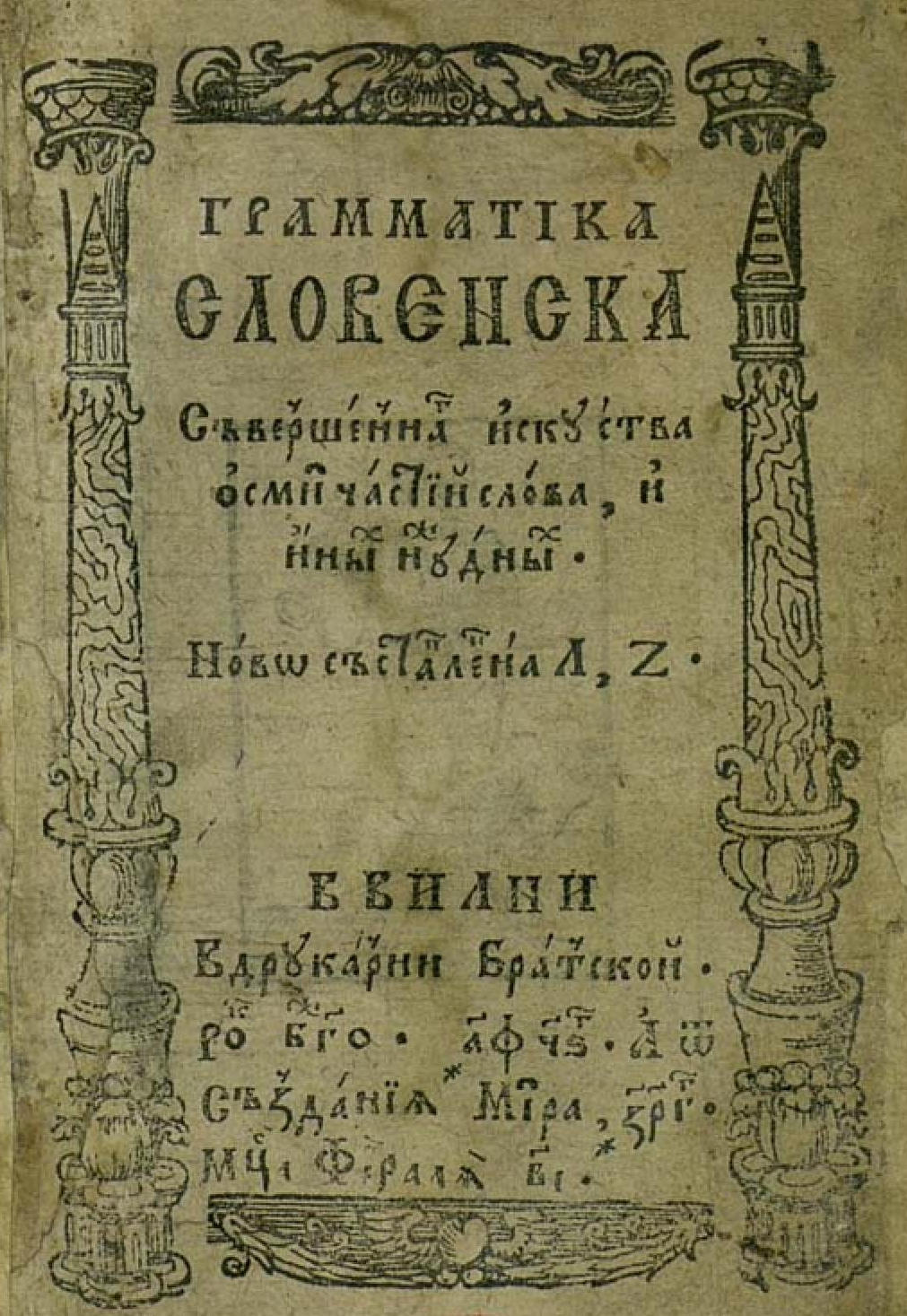
«Грамматіка словенска», 1596

«Грамматіка словенска совершенного искусства осми частей слова» Зизанія (1596) — перший систематичний підручник церковнослов'янської мови, призначений для шкіл. Тут визначено чотири частини граматики: орфографію, просодію, етимологію, синтаксис, виділено 8 частин мови: различіє (артикль), ім'я, містоім'я, глагол, причастіє, предлог, нарічіє, союз. В творі Зизаній проводить античні й ренесансні ідеї про граматику як початок вивчення всіх наук, демонструє її зв'язок з риторикою, логікою та філософією, багато уваги приділяє філософії Арістотеля, Епікура та ін.
Зизаній увів орудний відмінок у слов'янську граматику. В імені виділив 10 відмін (8 іменникових і одна прикметникова, одна спільна для обох частин мови). Дав «канони орфографії» церковнослов'янської мови східнослов'янсько-української редакції.
Як перша спроба опрацювання фонетичної й морфонологічної систем церковнослов'янської мови, виявлення її специфічних особливостей, «Грамматіка словенска» Зизанія була значним кроком у слов'янській філології.

## Твори
- Лексис. — В., 1596:
  - Лаврентій Зизаній. Лексис. — В., 1596.
  - Зизаній Л. Лексис: 1596—1946 [Архівовано 26 січня 2021 у Wayback Machine.]. — Б.м., 1946. — 23 с.
  - Лексис Лаврентія Зизанія. К. 1964 [Архівовано 30 серпня 2009 у Wayback Machine.].
- Наука ку читаню і розуміню писма словенскаго. — В., 1596.
- Граматика словенська. — В., 1596:
  - Граматика словенська. — В., 1596.
  - Лаврентій Зизаній. Граматика словенська. К., 1980 [Архівовано 8 червня 2019 у Wayback Machine.].
  - Граматика словенська: додаток [Архівовано 8 червня 2019 у Wayback Machine.] / підготовка факсимільного видання та дослідження пам'ятки В. В. Німчука; Академія наук Української РСР, Інститут мовознавства ім. О. О. Потебні. — Київ: Наукова думка, 1980. — 55 c.: портр. — (Пам'ятки української мови).
- Сія книга, глаголемая катихизис… — М., 1627. (те саме: Гродно, 1787).